# Dedli Swim
Dedli Swim – polska grupa muzyczna wpisująca się w nurt piosenki literackiej i muzyki awangardowej.
Zespół powstał w Parczewie w 1996. Liderem grupy, kompozytorem i autorem większości tekstów jest Marcin Kowalczyk. Twórczość Dedli Swim to zlepek wielu gatunków muzyki. Początkowo teksty i muzyka zespołu nawiązywały do poezji śpiewanej. Z czasem ujawniły się inspiracje i nawiązania do twórczości takich artystów jak Bob Dylan, Pink Floyd, SDM i Jimi Hendrix i in.

## Skład
- Marcin Kowalczyk – wokal, gitara akustyczna i elektryczna
- Artur Zaborski – gitara akustyczna i elektryczna
- Lechosław Tarkowski – bas

## Dyskografia
- Oranżeria (2001)
- Dedli Swim (2003)